# 游榮茂
游榮茂，中華民國（台灣）企業家、政治人物，曾代表中國國民黨在台灣省第四選區（雲嘉南南）當選為第一屆第三次增額立法委員。